# Dongying
Dongying is stad en een prefectuur in de noordoostelijke provincie Shandong, Volksrepubliek China. Dongying grenst in het westen aan Binzhou, in het zuidwesten aan Zibo en in het zuiden aan Weifang. De prefectuur heeft 2.193.518 inwoners, de stad zelf heeft 961.300 inwoners.
In Dongying mondt de Gele Rivier uit in de Bohai zee.